# Polyphlebium colensoi
Polyphlebium colensoi är en hinnbräkenväxtart som först beskrevs av Joseph Dalton Hooker, och fick sitt nu gällande namn av Ebihara och K. Iwats. Polyphlebium colensoi ingår i släktet Polyphlebium och familjen Hymenophyllaceae. Inga underarter finns listade.